# Fasendorf
Fasendorf ist ein Ortsteil der Gemeinde Rosenbach/Vogtl. im sächsischen Vogtlandkreis. Das zur Ortschaft Mehltheuer gehörende Dorf wurde am 1. Januar 1974 nach Mehltheuer eingemeindet, mit dem es am 1. Januar 2011 zur Gemeinde Rosenbach/Vogtl. kam.

## Geographie

### Geographische Lage und Verkehr
Fasendorf befindet sich im Osten der Ortschaft Mehltheuer, etwa 8 Kilometer nordwestlich von Plauen. Der Ort besteht aus dem Hauptort an der Dorfstraße (S 313) und einem nördlicheren Siedlungsteil, der sich südlich des Bahnhofs Mehltheuer an den gleichnamigen Ort anschließt. Der Fasenbach, westlich an Fasendorf vorbeiführend, und der Dorfbach, an dem der Ort liegt, sind Zuflüsse des Rosenbachs, der in die Weiße Elster entwässert. Fasendorf liegt im Nordwesten des Vogtlandkreises und im sächsischen Teil des historischen Vogtlands. Geographisch befindet sich der Ort im Zentrum des Naturraums Vogtland (Übergang vom Thüringer Schiefergebirge ins Mittelvogtländische Kuppenland).
Die durch den Ort führende Staatsstraße 313 mündet an der nördlichen Flurgrenze in die Bundesstraße 282. Dort befindet sich auch der Bahnhof Mehltheuer mit den Bahnstrecken Leipzig–Hof und Werdau–Mehltheuer, der teilweise in der Fasendorfer Ortsflur liegt.
Fasendorf wird im Zweistundentakt von der TaktBus-Linie 41 des Verkehrsverbunds Vogtland angebunden. Diese verkehrt nach Pausa und Zeulenroda sowie nach Mehltheuer, wo Anschluss zu den Zügen nach Plauen, Falkenstein, Gera und Leipzig besteht.

### Nachbarorte
Fasendorf grenzt an fünf weitere Ortsteile der Gemeinde Rosenbach/Vogtl.
| Oberpirk | Mehltheuer                                  |       |
| Leubnitz | Kompassrose, die auf Nachbargemeinden zeigt | Syrau |
|          | Schneckengrün                               |       |

## Geschichte

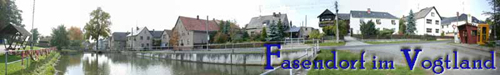
Dorfkern von Fasendorf (2000)

Die Geschichte des Zeilendorfs Fasendorf begann im Jahre 1301, als Ritter Merklin zu Mylau den Deutschordensbrüdern zu Plauen fünf Lehnsgüter in Bozendorf überließ. Für das Jahr 1328 ist die Schreibweise Vozedorff belegt. Das Siedlungsgebiet im Ortskern zeigt noch fast unverändert die geschlossenen zwölf Hofanlagen aus der Zeit der Besiedlung.
Im Jahre 1506 gab es nach dem Erbbuch für das Amt Plauen zwölf Mannschaften (Bauerngüter), davon sechs den Rödern lehnspflichtig, fünf dem Komtur des Deutschritterordens zu Plauen und ein Gut dem Pfarrer zu Kürbitz. Ab 1583 gehörte Fasendorf bezüglich der Grundherrschaft bis 1856 anteilig zum Rittergut Leubnitz und als Amtsdorf zum kursächsischen bzw. königlich-sächsischen Amt Plauen. In den Jahren 1839 und 1848 wurde der obere Ortsbereich, Oberfasendorf, erweitert. 1856 wurde Fasendorf dem Gerichtsamt Pausa und 1875 der Amtshauptmannschaft Plauen angegliedert. Kirchlich ist Fasendorf seit jeher nach Leubnitz gepfarrt. Nach dem Ersten Weltkrieg ließ sich der aus Plauen stammende Altmeister der vogtländischen Malerei Walther Löbering in Fasendorf nieder. Er errichtete hier auch eine kleine Sternwarte.
Durch die zweite Kreisreform in der DDR kam die Gemeinde Fasendorf im Jahr 1952 zum Kreis Plauen-Land im Bezirk Chemnitz (1953 in Bezirk Karl-Marx-Stadt umbenannt). Am 1. Januar 1974 wurde Fasendorf nach Mehltheuer eingemeindet, somit gab es keinen eigenständigen Ortsvorstand mehr. Als Ortsteil von Mehltheuer kam Fasendorf im Jahr 1990 zum sächsischen Landkreis Plauen, der 1996 im Vogtlandkreis aufging. Durch den Zusammenschluss von Mehltheuer mit Leubnitz und Syrau gehört Fasendorf seit dem 1. Januar 2011 zur Gemeinde Rosenbach/Vogtl.

## Persönlichkeiten
im Ort geboren:
- Gisela Birkemeyer (1931–2024), Leichtathletin und Olympiateilnehmerin im 80-Meter-Hürdenlauf

stand mit dem Ort in Verbindung:
- Walther Löbering (1885–1969), Landschaftsmaler, arbeitete 50 Jahre im Ort